# Wolodymyra Kruschelnyzka
Wolodymyra Antoniwna Kruschelnyzka (ukrainisch Володимира Антонівна Крушельницька, * 3. Januar 1903 in Kolomyja, Galizien, Österreich-Ungarn; † 8. Dezember 1937 bei Lodeinoje Pole, Oblast Leningrad, RSFSR) war eine ukrainisch-sowjetische Dermatovenerologin, kulturelle und soziale Aktivistin und Publizistin.

## Biografie

### Leben in Österreich und Polen

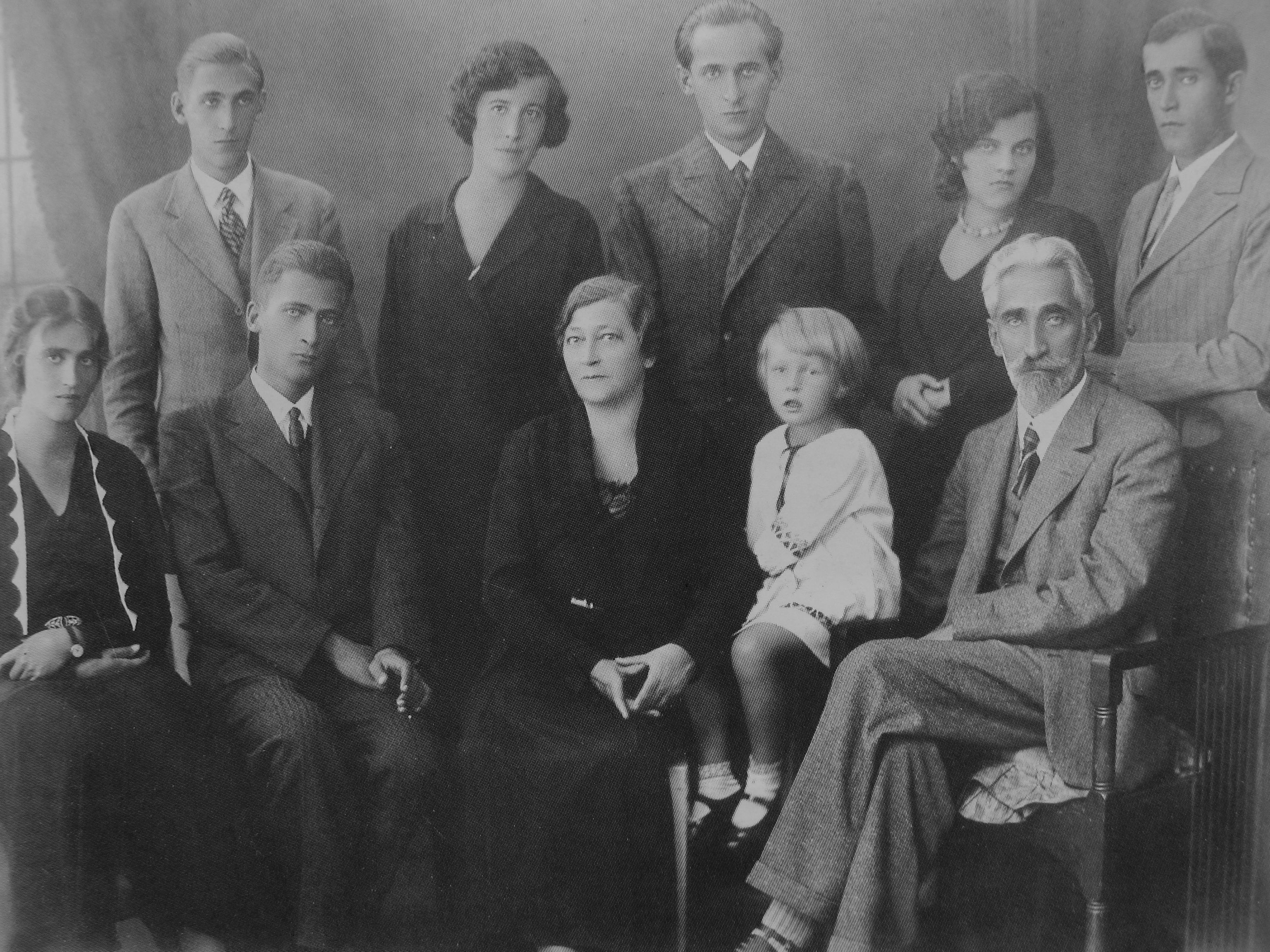
Familienfoto vom Anfang der 1930er Jahre. Wolodymyra ist links außen, sitzend.

Ihre Eltern waren die Schauspielerin Marija Kruschelnyzka und der Schriftsteller Antin Kruschelnyzkyj. Aufgrund der pädagogischen Arbeit des Vaters wechselte die Familie oft ihren Wohnort, beispielsweise nach Stanyslawiw, Dolyna Rohatyn, und Horodenka. Im Oktober 1919 zog die Familie nach Wien um. Antin wurde Leiter einer vom Bildungsministerium der Ukrainischen Volksrepublik organisierten pädagogischen Mission in Wien und Prag, an der unter anderen Wolodymyra beteiligt war. Das Ziel der Mission war, den Druck von Schulbüchern und den Kauf von Schulausrüstung für ukrainische Schulen vorzubereiten.
Wolodymyra erlangte ihren Schulabschluss an einem Wiener Gymnasium. 1919 wurde sie an der medizinischen Fakultät der Universität Wien immatrikuliert. Wolodymyra schloss 1924 ihr Studium in Wien ab. Die Familie kehrte Anfang 1925 nach Rohatyn zurück. Danach spezialisierte Wolodymyra sich mit Unterbrechungen (für zwei Jahre) auf dermatovenerologische Kliniken in Wien. 1926 eröffnete Wolodymyra in Rohatyn eine Privatpraxis. Während ihres Aufenthalts in Rohatyn traf sie Sofija Parfanowytsch von der ukrainischen Anti-Alkohol-Gesellschaft Widrodschennja und arbeitete mit ihr zusammen. Sie half bei der Redaktion der Zeitschrift der Gesellschaft, veröffentlichte Artikel über die schädlichen Auswirkungen von Alkohol und leitete Kolumnen.
1927 zog sie zur Arbeit nach Kolomyja um. Neben ihrer medizinischen Tätigkeit nahm sie an verschiedenen Treffen teil, die von der Gruppe der ukrainischen akademischen Jugend der Region Rohatyn organisiert wurden. In diesem Jahr trat sie in die medizinische Fakultät der Universität Lemberg ein und erhielt am 9. März 1929 den Titel einer Doktorin der Medizin. Am 7. Oktober 1930 war sie Delegierte der westukrainischen Ärztinnen und Ärzte beim Kongress der Neuropathologen und Psychiater in Łódź. Dort wurde das von ihr verfasste „Statut der Gesellschaft der Abstinenzärzte in der Republik Polen“ verabschiedet.
Die ganze Familie zog nach Lwiw um. Laut Wolodymyras Nichte Laryssa machte sie ständig Experimente. In ihrem Zimmer soll alles mit Tellern und Flaschen mit Salben und Cremes ausgekleidet worden sein, die sie selbst zubereitet hatte und zur Behandlung von Hautkrankheiten huzulischer Kinder verwendet haben soll. Sie beschäftigte sich auch mit literarischer Arbeit, Journalismus und Übersetzungen. Ein Beispiel dafür ist die 1931 veröffentlichte und mit ihren Kommentaren versehene Übersetzung des Theaterstücks Der grüne Kakadu, die als separates Buch veröffentlicht wurde. Populärwissenschaftliche Artikel für Frauen und Patientinnen und Patienten erschienen in den Zeitschriften Nowi schljachy und Nowa chata. Außerdem beteiligte sie sich an der Organisation von Wohltätigkeitsorganisationen.

### Leben in der Ukrainischen Sozialistischen Sowjetrepublik
Anfang 1931 beantragte Wolodymyra über den sowjetischen Konsul beim Volkskommissariat für Gesundheit einen Umzug nach Charkiw. Im Oktober desselben Jahres kam sie als erste ihrer Familie in die Stadt und suchte Arbeit. Am 2. November 1931 wurde Kruschelnyzka auf Anordnung des Volkskommissariats für Gesundheit zur Assistenzärztin am Institut für Venerologie und Dermatologie. Sie nahm an Seminaren mit Vorträgen teil, auf denen sie sich durch das Studium deutsch- und englischsprachiger Fachzeitschriften auf verschiedenen Themen, darunter der Ätiologie und der Therapie des Lupus erythematodes vorbereitete. Sie studierte selbstständig die Histologie von Hauterkrankungen und die Technik der histologischen Schnittvorbereitung. Neben der wissenschaftlichen und praktischen Arbeit engagierte sie sich für die Beseitigung des Analphabetismus am Institut und unterrichtete die ukrainische Sprache.
Ab dem 17. März 1932 arbeitete Wolodymyra als Assistentin am Ukrainischen Staatlichen Institut für Pathologie und Arbeitshygiene und beschäftigte sich mit Forschungsarbeiten zur Untersuchung der Sepsis bei Bergleuten im Donezbecken. Im Sommer 1932 machte Wolodymyra zum ersten Mal Urlaub in Lwiw und kehrte mit ihrem Bruder Iwan nach Charkiw zurück. Im Februar 1933 nahm sie an einem Dermatologenkongress in Sankt Petersburg teil. Ab dem 1. Mai 1933 wurde sie offiziell zur Assistentin am Charkiwer Institut für Venerologie und Dermatologie ernannt. Sie begann mit der Arbeit an den theoretischen und experimentellen Teilen ihrer Dissertation. Sie erforschte die Pathologie von Hautkrankheiten und führte Laborstudien und Experimente an Ratten durch. Im Februar 1934 beendete sie das Schreiben ihrer Dissertation. Im selben Monat wurde sie offiziell auf die Position einer Nachwuchsforscherin versetzt.

### Verhaftung und Tod
Am 8. Mai 1934 zogen fast alle Mitglieder ihrer Familie von Lwiw nach Charkiw. Unter den neuen Bedingungen versuchten sie, die öffentliche Arbeit fortzusetzen. Im November 1934 kam es zu Verhaftungen, zunächst des Vaters, dann der Brüder. Es gab Gerüchte, dass die Loyalität von Emigranten auf die Probe gestellt werden sollte. Wolodymyra wurde in der Nacht des 15. Dezember ebenfalls zum Verhör vorgeführt, weil sie verdächtigt wurde, Mitglied der „konterrevolutionären Terrororganisation Organisation Ukrainischer Nationalisten (OUN)“ gewesen zu sein, die gegen die Parteiführer arbeitete. Sie bestritt die Beteiligung an der Organisation, bestätigte jedoch ihre Bekanntschaft mit zwei ihrer Mitglieder.

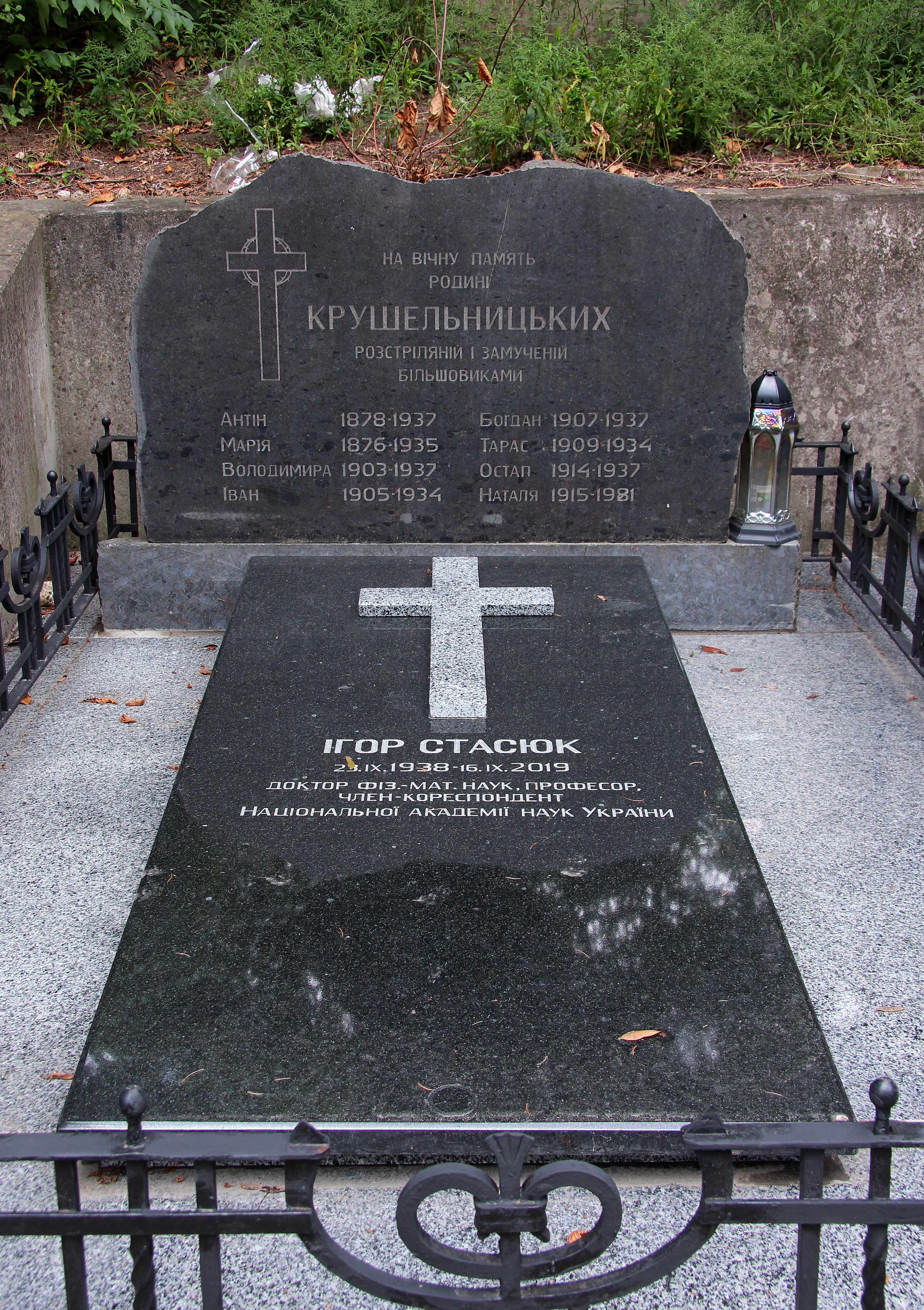
Gedenkschild auf dem Lytschakiwski-Friedhof

S.F. Kritzman, ein Assistent am venerologischen Institut, sagte bei einem Verhör aus, Kruschelnyzka habe im Juli 1933 unter den Mitarbeitern des Instituts konterrevolutionäre Gefühle in Bezug auf den Selbstmord von Mykola Skrypnyk geäußert. Er zitierte sie mit den Worten: „Jetzt habe ich gelernt, was die Diktatur des Proletariats ist. Ein Mensch kann seine gerechte Meinung nicht äußern.“ Die Ermittlungsmaterialien reichten für eine Anklage vor Gericht nicht aus. Bei einer Sondersitzung des NKWD sollte unter Berücksichtigung von Kruschelnyzkas „sozialer Gefahr“ ein Antrag eingereicht werden, sie in ein Zwangsarbeitslager zu schicken.
Am 17. Dezember 1934 wurden nach ihrem Urteil Wolodymyras Brüder Iwan und Taras erschossen. Der Rest der Familie – Antin, Wolodymyra, Bohdan und Ostap – wurden Mitte April 1935 nach Solowki gebracht. Alle außer dem Vater sollten fünf Jahre im Lager verbringen.
Ab dem 27. Mai 1935 arbeitete Kruschelnyzka als Ärztin in der Krankenstation des Lagers. Dort kam es am 9. Oktober 1937 zu einem Prozess, in dem ihr die Behörden des Gefängnisses Absichten vorwarfen, „sich für die Auslöschung ihrer Verwandten zu rächen.“ Sie wurde zur Verlängerung der Haftstrafe „ohne das Recht auf Korrespondenz“ verurteilt. Den Abschusslisten des Lagers zufolge wurde sie am 8. Dezember 1937 in der Nähe der Stadt Lodeinoje Pole getötet.

## Nachwirkung
Alle Materialien, die sich auf das Leben, die wissenschaftlichen Arbeiten und die Lehrtätigkeit der Familie beziehen, wurden bis zum 10. März 1958 geheim gehalten, als das Gericht in Charkiw über die Rehabilitierung der gesamten Familie entschied. Auf dem Lytschakiwski-Friedhof wurde ein Gedenkschild mit den Namen der verstorbenen Familienmitglieder angebracht.